# Brian Leetch
Brian Joseph Leetch (Corpus Christi, 3 marzo 1968) è un ex hockeista su ghiaccio statunitense, noto per la sua lunga militanza con i New York Rangers, con cui ha vinto la Stanley Cup 1994.

## Carriera
Leetch è considerato tra i migliori difensori nella storia della National Hockey League, come testimoniano anche i due James Norris Memorial Trophy vinti. Inoltre, è stato il primo statunitense a vincere il Conn Smythe Trophy, premio assegnato al miglior giocatore dei playoff, nel 1994. Nel 2009 è stato inserito nella Hockey Hall of Fame.